# Роуз Скот
Роуз Скот (Глендон, 8. октобар 1847 — Сиднеј, 20. април 1925) била је аустралијска активисткиња, која се залагала за женско право гласа и општа права жена у Новом Јужном Велсу, крајем 19. и почетком 20. века. Основала је Лигу за политичко образовање жена 1902. године, која је успешно водила кампању за подизање старосне границе за пристанак на шеснаест година.

## Рани живот
Скот је била ћерка Хеленуса Скота (1802–1879) и Саре Ен Скот (девојачко презиме Русден), зване Сарана. Била је пета од осморо деце, и унука Хеленуса Скота (1760–1821), шкотског лекара. Њене рођаке су биле природњаци Харијет Морган и Хелена Скот. Школовала се код куће са сестром Августом. Од раног детињства, Роуз Скот је била под утицајем неправде које је приметила према женама у историји и књижевности, као што су Јованка Орлеанка и Катарина у Шекспировој комедији „Укроћена горопад”.

## Рад на правима жена
Скот је била индивидуалиста, али не догматична. Може се описати као присталица либерализма Џона Стјуарта Мила. Била је утилитарна у погледу, слободни трговац, пацифистички настројена и снажно се залагала за права жена.
Године 1882, Скот је почела да одржава недељни салон у свом дому, у Сиднеју. Кроз ове сусрете постала је позната међу политичарима, судијама, филантропима, писцима и песницима. Године 1889. помогла је да се оснује Женско књижевно друштво, које је 1891. године прерасло у Лигу гласања жена Новог Јужног Велса. Говор на састанцима одбора улио јој је самопоуздање и на крају је постала успешан говорник. У априлу 1892. године, учествовала је у јавној дебати са колегом суфражеткињом, Елизом Ештон, о Ештоновим контроверзним ставовима о браку.
Мајка јој је умрла 1896. године, а Скот је остала са домом и довољним приходима за своје потребе. Њено интересовање за гласање жена довело је до много проучавања положаја жена у заједници и открила је да младе девојке раде у продавницама од 8 до 21 сат, радним данима, а до 23 часа суботом. Неке од ових девојака су замољене да дођу у њену кућу у суботу и опишу услове у којима раде, а тамо су се састали водећи политичари као што су Бернхард Вајз, Вилијам Холман, Били Хјуз и Томас Бавин и разговарали о изради закона, који је на крају постао рани завршни акт из 1899.године.
Друге реформе за које се залагала, а које су на крају и спроведене, биле су постављање службеница у полицијским станицама и жена инспектора у фабрикама и продавницама, као и побољшање услова затвореница.
Скот је основала и постала прва председница Лиге за политичко образовање жена 1902. године, на којој је позицији била до 1910. године. Лига је основала огранке широм државе, а доследно је водила кампању за питање које јој је било најближе: подизање старосне границе за пристанак са 14 на 16 година, постигнуто 1910. године, Законом о злочинима (заштита девојчица). Такође је била председница огранка Мировног друштва у Сиднеју 1908. године. Остале кампање феминистичких реформи, после гласања у којима је учествовала, укључивале су Одржавање породице и старатељство над бебама (1916), Правни статус жена (1918) и Први преступници (жене) из 1918. године.
Такође је дуги низ година била међународна секретарка Националног савета жена у Новом Јужном Велсу. Када се пензионисала 1921. године, уручен јој је новац који је искористила за оснивање награде за студенткиње права, награду Роуз Скот за стручност на дипломирању, на Универзитету у Сиднеју. Још једна уплата је направљена да њен портрет наслика Џон Лонгстаф. Тренутно се налази у уметничкој галерији у Сиднеју. Скот се противио федерацији и регрутацији. Била је англикански пацифиста.

## Опозиција Федерацији
Крајем 1890-их, Скот је био ватрени и водећи противник Федерације. Узрок овоме је, како је рекла, "највећа опасност која је икада претила Аустралији". „Вапај је био за јединством“, рекла је бројној публици, „али се заборавило да су многи злочини почињени у то име“. Она је пратила очигледну склоност јавног мњења ка Федерацији, да је „слобода аустралијског народа“ била „превише лако стечена, а самим тим и превише олако цењена“.

## Смрт
Умрла је од рака 20. априла 1925. године, у свом дому, Линтону, у Џерзи Роуду, Вулахра. Круг Роуз Скот, у предграђу Канбере, назван је у њену част.